# Повратак живих мртваца 5: Рејв до гроба
Повратак живих мртваца 5: Рејв до гроба (енгл. Return of the Living Dead: Rave to the Grave) је амерички хорор филм из 2005. године, режисера Елорија Елкајема, са Ејми-Лин Чедвик, Коријем Хардриктом, Џоном Кифом, Џени Молен и Питером Којотеом у главним улогама. Пети је и последњи филм у серијалу Повратак живих мртваца, као и директан наставак филма Повратак живих мртваца 4: Некрополис.
Филм је добио још негативније оцене од свог претходника, а публика је посебно замерила што лик Беки, главне протагонисткиње из претходног дела, није довољно искоришћен у овом делу. Сниман је у Румунији, упоредно са својим претходником, Некрополисом. Оба филма су премијерно приказана на Syfy каналу, у октобру 2005.
Поред троје преживелих протагониста из претходног дела, и Алан Траутман се вратио у улогу Тармена, главног антагонисте првог и другог дела серијала.

## Радња
Беки Карлтон, Џулијан Гарисон и Коди Кавана, као једини преживели из Некрополиса, сусрећу се са новом зомби апокалипсом и то на рејву за Ноћ вештица.

## Улоге
| Глумац            | Улога           |
| ----------------- | --------------- |
| Ејми-Лин Чедвик   | Беки Карлтон    |
| Кори Хардрикт     | Коди Кавана     |
| Џон Киф           | Џулијан Гарисон |
| Џени Молен        | Џени            |
| Питер Којоте      | Чарлс Гарисон   |
| Клаудију Блеонт   | Алдо Сера       |
| Сорин Кокис       | Гино            |
| Каин Манолију     | Џереми          |
| Џорџ Думитреску   | Арти            |
| Марија Динулеску  | Шелби           |
| Каталин Параскив  | Скит            |
| Раду Романијук    | Брет            |
| Борис Петров      | Крусти          |
| Себастијан Марина | Дартањан        |
| Виолета Алде      | „Дуга”          |
| Рики Дандел       | тренер Савини   |
| Алан Траутман     | Тармен          |